# Inventio Fortunate

Inventio Fortunate (également Inventio Fortunata, Inventio Fortunat ou Inventio Fortunatae), "Fortunate, ou de la fortune de décision, de la découverte", est un livre perdu, datant probablement du XIVe siècle, contenant une description du pôle Nord magnétique.
Il le décrit comme étant une île, nommée Rupes Nigra, entourée par un tourbillon géant et quatre continents. 
Aucun extrait n'a été directement découvert, mais son influence sur l'idée occidentale de la géographie de la région arctique a persisté pendant plusieurs siècles.

## L'histoire du livre
Le livre est considéré comme un récit de voyage écrit par un franciscain du XIVe siècle, moine d'Oxford qui a voyagé dans la région de l'Atlantique Nord au début des années 1360.
Il a décrit ce qu'il a trouvé sur son premier voyage vers les îles au-delà de 54 degrés nord, dans un livre, Inventio Fortunata, qu'il a présenté au roi.
Malheureusement, au moment où les explorateurs de l'Atlantique étaient à la recherche d'informations dans les années 1490, l'Inventio avait disparu, et n'était connu que par un résumé dans un deuxième texte, l'Itinerarium, écrit par un voyageur brabançon nommé Jacobus Cnoyen (également connu sous le nom James Cnoyen ou Jakob van Knoyen ou Knox). Le résumé de Cnoyen a été la base de la représentation de la région de l'Arctique sur de nombreuses cartes, l'une des premières étant le globe terrestre de Martin Behaim en 1492. 
À la fin du XVIe siècle, le texte de Cnoyen a disparu, et la plupart de ce que nous savons du contenu de l'Inventio, outre son utilisation sur les cartes, se trouve dans une lettre du cartographe Flamand Gérard Mercator à l'astronome anglais John Dee en date du 20 avril 1577, maintenant située au British Museum. Cette lettre décrit un voyage au-delà du Groenland dont le retour avec 8 hommes à bord date de 1364. Cnoyen mentionne également qu'un prêtre était du voyage.

## Influence sur les cartes
Il est évident que l'auteur de Inventio, s'il s'était effectivement rendu à l'extrême nord, n'a pas réellement atteint le pôle Nord, qui ne ressemble en rien à la description figurant dans le livre. L'auteur a spéculé quant à la source de la force magnétique puissante qui sous-tend le fonctionnement de la boussole.
Johann Ruysch nota, à propos de l'Inventio Fortunata : Il est dit dans l'Inventio Fortunate qu'au pôle arctique se trouve un rocher magnétique élevé, de trente-trois miles de circonférence. Une mer houleuse entoure cette roche, comme si l'eau avait été libérée à la base d'un vase à travers une ouverture. Autour de lui sont des îles, dont deux sont habitées.

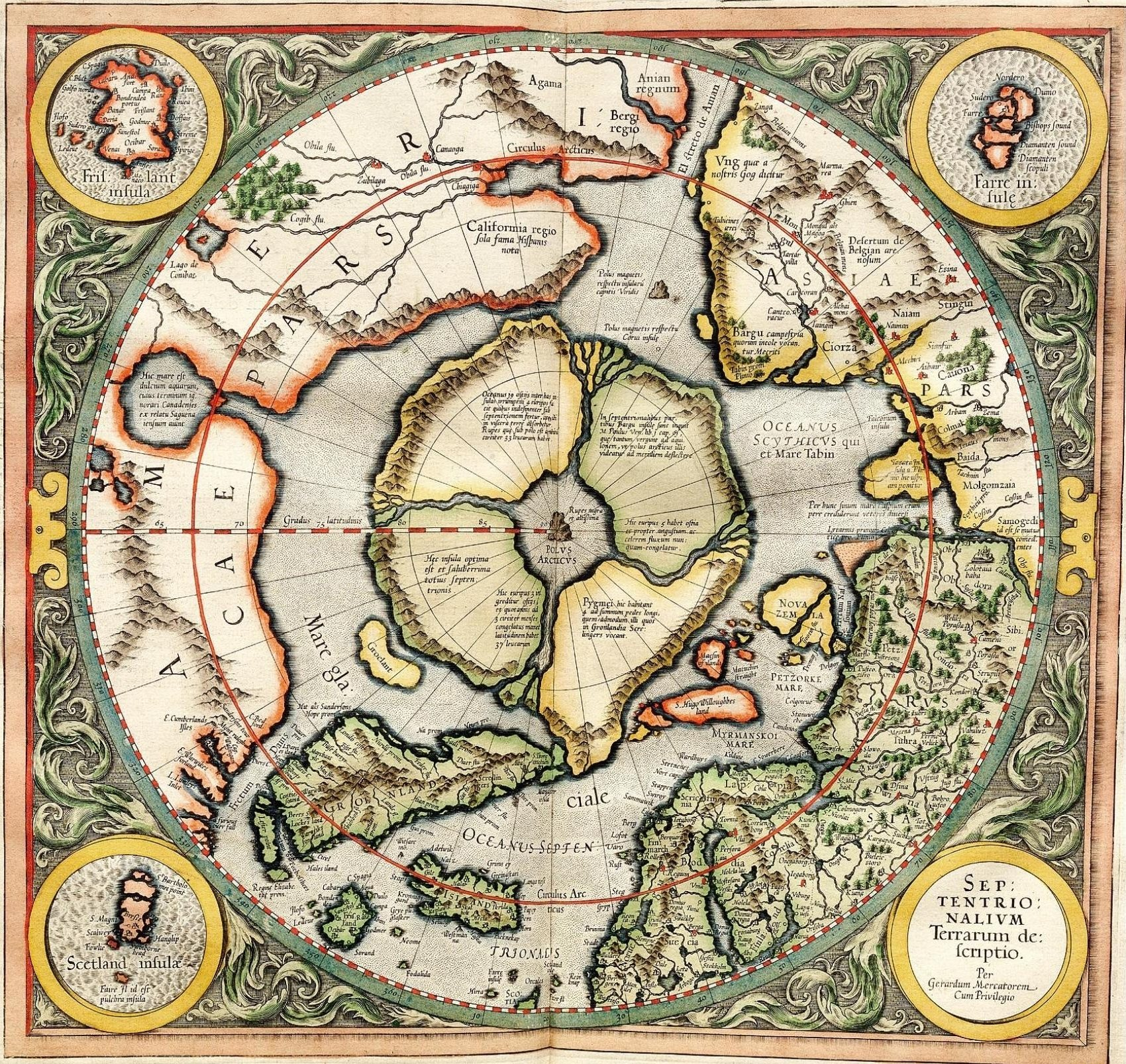
Carte de Mercator de 1595 montrant le continent Arctique.

La carte du monde de Mercator de 1569 reflète sa lecture de l'Itinerarium de Cnoyen. Il dispose également d'une note marginale : nous avons pris la géographie de l'Arctique de l'Itinerium de Jacobus Cnoyen de La Haye, qui fait quelques citations de la saga d'Arthur de Bretagne, mais la partie supérieure et le plus important qu'il a appris d'un prêtre à la cour du roi de Norvège en 1364, il était descendu dans la cinquième génération de ceux que Arthur avait envoyé à habiter ces terres, et il raconta que, dans l'année 1360 un Anglais d'Oxford, un mathématicien, se rendit à ces îles, et les laissant, a avancé encore plus loin et les mesura par un astrolabe selon la figure ci-jointes, que nous avons appris de Jacobus.

## Littérature
Le roman L'ultime trésor écrit en 2017 par Joël Pagé utilise stratégiquement le livret de bord Inventio Fortunate dès 1362 lequel est par la suite révélé à la couronne suédoise en 1364. De plus, l'explorateur anglais Henry Hudson qui détiendrait une copie du livret s'en servira dès 1611 pour atteindre la Baie d'Hudson et la Baie James selon ce roman avec une volonté affirmée d'atteindre la rivière Harricana.  Le fameux livret moyenâgeux ressurgira dans l'arène médiatique contemporaine avec des conséquences mondiales insoupçonnées. 